# Thesenroman
Der Thesenroman, ursprünglich auf Französisch roman à thèse, ist ein literaturwissenschaftlicher Begriff für einen Roman, dessen Inhalt von einer ideologischen, wissenschaftlichen oder religiösen These bestimmt ist, während Glaubwürdigkeit, Stimmigkeit und Lebendigkeit der Protagonisten und der erzählten Geschichte eine untergeordnete Rolle spielen. Die dargestellten Personen dienen in erster Linie dazu, bestimmte philosophische, politische oder religiöse Ideen und Anschauungen zu illustrieren.
Die Begriffe Thesenroman und Thesenliteratur sind erst seit dem Ende des 19. Jahrhunderts, vor allem in Frankreich, als Fachbegriff der Literaturwissenschaft in Gebrauch. Im Allgemeinen ist der Begriff Thesenroman abwertend konnotiert. Der Begriff wird von den betroffenen Autoren selbst daher in der Regel abgelehnt, die stattdessen den Begriff „Ideenroman“ bevorzugen.
Der Thesenroman ist weitgehend didaktischer Natur, seine Ursprünge liegen im Zeitalter der Aufklärung, als Paten können Voltaire mit dem Roman Candide oder Diderot mit dem Roman Jacques der Fatalist und sein Herr angesehen werden. Susan Robin Suleiman stellt den Thesenroman einer autoritären Fiktion gleich. Deren Merkmale seien eine „schwer zu bestimmende historische oder politische Bedingtheit“ und Erzähltechniken wie eine negative apprenticeship, „die gegenüber falschen Nebenfiguren oder irrenden Helden immer auch ein klares Orientierungszentrum positioniere, das deutlich Bewertungen (positiv-negativ) ausspreche“.
Eigenschaften des Thesenromans sind gemäß Koenraad Geldof (1963–2009) „Teleologie, Redundanz, Transparenz, Zeitverhaftetheit und Manichäismus“.
Albert Camus lehnt den Thesenroman sowie das Tendenzstück ab, da der Thesenroman, das beweisende Werk, das hassenswerteste von allen sei und sich am häufigsten von einem zufriedenen Denken inspirieren lasse.